# Zealachertus abbreviatus
Zealachertus abbreviatus är en stekelart som beskrevs av Berry 1999. Zealachertus abbreviatus ingår i släktet Zealachertus och familjen finglanssteklar. Inga underarter finns listade i Catalogue of Life.